# Subdelegación del Gobierno en Albacete
La Subdelegación del Gobierno en Albacete es el organismo de la Administración Pública de España, dependiente de la Secretaría de Estado de Política Territorial, perteneciente al Ministerio de Política Territorial y Función Pública, encargado de ejercer la representación del Gobierno de España en la provincia de Albacete. Tiene su sede en la capital albaceteña.

## Historia
La Subdelegación del Gobierno en Albacete fue creada en 1997 por la Ley de Organización de la Administración General del Estado y regulada en un Real Decreto del mismo año, sucediendo al Gobierno Civil de Albacete, dirigido por el gobernador civil de Albacete, creado en 1833.

## Subdelegado del Gobierno en Albacete
El organismo está dirigido por el subdelegado del Gobierno –dependiente orgánicamente del delegado del Gobierno en la comunidad–, cuyas funciones, según el artículo 154 de la Constitución española, son las de dirigir los servicios integrados de la Administración General del Estado, así como impulsar, supervisar e inspeccionar los servicios no integrados, además de desempeñar funciones de comunicación, colaboración y cooperación con las corporaciones locales, y órganos provinciales.
En la actualidad ocupa el cargo, desde el 22 de marzo de 2019, Miguel Espinosa Plaza.
| Titular                           |                         |                       |               |
| Titular                           | Nombramiento            | Cese                  | Ref.          |
| --------------------------------- | ----------------------- | --------------------- | ------------- |
| Benjamín Domínguez López          | 2 de junio de 1997      | 5 de junio de 2000    | [ 7 ] [ 8 ]   |
| Conrado Antonio Rincón Palenciano | 12 de noviembre de 2002 | 29 de abril de 2004   | [ 9 ] [ 10 ]  |
| José Herrero Arcas                | 18 de junio de 2004     | octubre de 2007       | [ 11 ] [ 12 ] |
| Manuel González Ramos             | 14 de noviembre de 2007 | 13 de octubre de 2011 | [ 13 ] [ 14 ] |
| Federico Pozuelo Soler            | 12 de abril de 2012     | agosto de 2016        | [ 15 ] [ 16 ] |
| Aquilino Iniesta López            | 2 de enero de 2017      | 26 de junio de 2018   | [ 16 ] [ 17 ] |
| Francisco Tierraseca Galdón       | 29 de junio de 2018     | 22 de marzo de 2019   | [ 18 ]        |
| Miguel Juan Espinosa Plaza        | 22 de marzo de 2019     | -                     | [ 19 ]        |

## Sede
La Subdelegación del Gobierno en Albacete tiene su sede en el edificio conocido como Gobierno Civil, situado en el número 7 de la avenida de España de la ciudad de Albacete.